# Список найвищих теле- та радіовеж України
Список телевеж України — перелік найвищих телевеж або радіовеж на території України. Вказана висота верхнього майданчику, тобто без останньої антени, так як антени змінюються, а металева частини вежі залишається без змін. Окрім того в Інтернеті дуже великі неточності щодо реальних висот телевеж разом з антенами.
Таким чином,
- Київська — 380 метрів
- Донецька — 360,5 метрів
- Вінницька — 354 метрів
- Рівненська - 259 метрів
- Тернопільська (с. Лозова) - 255 метрів
- Новодністровська — 250 метрів
- Харківська — 240,7 метрів (зруйновано влучанням російської ракети 22 квітня 2024)
- Ковельська - 239,2 метрів
- Петровірівка (Одеська область) — 210 метрів
- Хмельницька - 208 метрів
- Прилуцька телевежа — 203 метри
- Херсонська — 200 метрів
- Маріупольська, Хустська, Мелітопольська (телевежі «2-го покоління») — 196 метрів
- велика кількість веж типового проекту 34084КМ та 3803KM (телевежі «1-го покоління») — Львівська, Одеська, Кропивницька, Кам'янська, Білопільська, Черкаська, Донецька і т. д. — 180 метрів

## Список
| №  | Назва                   | Фото | Висота (м) | Тип                       | Рік побудови | Місто                                             |
| -- | ----------------------- | ---- | ---------- | ------------------------- | ------------ | ------------------------------------------------- |
| 1  | Київська телевежа       |      | 380        | Суцільнометалева телевежа | 1973         | Київ                                              |
| 2  | Донецька телещогла      |      | 360,5      | Суцільнометалева щогла    | 1992         | Донецьк                                           |
| 3  | Вінницька щогла         |      | 354        | Суцільнометалева щогла    | 1961         | Вінниця                                           |
| 4  | Рівненська щогла        |      | 259        | Суцільнометалева телевежа | 1967         | Рівне ( с. Антопіль)                              |
| 5  | Новодністровська вежа   |      | 259        | Суцільнометалева телевежа | 1969         | Новодністровськ                                   |
| 6  | Харківська телевежа     |      | 240,7      | Суцільнометалева телевежа | 1981         | Харків                                            |
| 7  | Кременчуцька телещогла  |      | 219,6      | Суцільнометалева телевежа | 1998-1999    | Кременчук                                         |
| 8  | Петровірівська телевежа |      | 210        | Суцільнометалева телевежа | ~1988-1991   | Петровірівка (Ширяївський район, Одеська область) |
| 9  | Хмельницька телевежа    |      | 208        | Суцільнометалева телевежа | 1980         | Хмельницький                                      |
| 10 | Прилуцька телевежа      |      | 203        | Суцільнометалева телевежа | 1974         | Білещина (Прилуцький район, Чернігівська область) |
| 11 | Херсонська телевежа     |      | 200        | Суцільнометалева телевежа | 2005         | Херсон                                            |
| 12 | Маріупольська телевежа  |      | 196        | Суцільнометалева телевежа | 1981         | Маріуполь                                         |
| 13 | Мелітопольська телевежа |      | 196        | Суцільнометалева телевежа | 1970         | Мелітополь                                        |
| 14 | Хустська телевежа       |      | 196        | Суцільнометалева телевежа | 1975         | Рокосово (Хустського району), гора Товста         |
| 15 | Білопільска телевежа    |      | 180        | Суцільнометалева телевежа | 1966         | Білопілля                                         |
| 16 | Донецька телевежа       |      | 180        | Суцільнометалева телевежа | 1956         | Донецьк                                           |
| 17 | Кам'янська телевежа     |      | 180        | Суцільнометалева телевежа | 1965         | Кам'янське (Арцизький район, Одеська область)     |
| 18 | Подільська телевежа     |      | 180        | Суцільнометалева телевежа | 1971         | Вестерничани (Подільський район, Одеська область) |
| 19 | Львівська телевежа      |      | 180        | Суцільнометалева телевежа | 1957         | Львів                                             |
| 20 | Одеська телевежа        |      | 180        | Суцільнометалева телевежа | 1956         | Одеса                                             |
| 21 | Черкаська телевежа      |      | 180        | Суцільнометалева телевежа | 1965         | Черкаси                                           |
| 22 | Кропивницька телевежа   |      | 180        | Суцільнометалева телевежа | 1965         | Кропивницький                                     |